# Cuicuilco
Cuicuilco és una zona arqueològica localitzada en el Pedregal de San Ángel al sud de la Ciutat de Mèxic, Districte Federal, a l'encreuament de l'avinguda Insurgentes Sud i Perifèric. Fou un dels primers i més importants centres cerimonials de la Vall de Mèxic.

## Història
Els assentaments humans més antics que es coneixen del lloc daten del 1200 aC, però es creu que en aquella època Cuicuilco estava constituït per una comunitat purament agrícola. A poc a poc va començar la formació d'un centre urbà, i van aparèixer les capçaleres, que són plataformes de terra amb forma de con truncat, les quals eren llocs de jerarquia major que funcionaven com a centres d'integració. En el seu període de desenvolupament va rebre influències importants de la civilització Olmeca.
Lentament Cuicuilco va començar a créixer. Es va convertir en un punt de trobada entre la part occidental de la conca de Mèxic (que normalment es coneix com La vall de Mèxic) i Tollocan (ara Toluca).
Entre el 800 i el 600 aC els habitants de Cuicuilco van construir la principal estructura de la zona. És un edifici circular realitzat en fang i recobert de pedres sense treballar i sense morter. Era la base d'un altar en el qual s'havien de realitzar sacrificis. Aquesta forma circular no serà molt preponderant, excepte els temples associats a Quetzalcoatl. Aquesta piràmide acabava amb una plataforma i tenia una escala d'accés. En la base hi havia esquelets enterrats a poca profunditat i de forma radial. S'ha cregut, està relacionada amb deïtats del vent. Gràcies a això, Cuicuilco va adquirir una importància especial com a centre religiós en l'Altiplà central de Mèxic.
Entre els anys 600 i 200 aC, els habitants de Cuicuilco van desenvolupar una ceràmica totalment diferent de la de la resta de les cultures d'Amèrica central, i la ciutat es va desenvolupar enormement. Com a centre urbà va arribar a ser molt important, amb una societat avançada i jerarquitzada. Existien totes les classes socials que van caracteritzar a les ciutats estat d'Amèrica central: hi havia pagesos, artesans, militars, sacerdots i governants.
La forta activitat volcànica del Xitle va començar vers l'any 100 aC, i es va reflectir en la vida cultural de Cuicuilco amb una fervent adoració als déus del foc.
El declivi de Cuicuilco va començar a inici del segle i aC, enfront del creixent auge de Teotihuacan com a centre d'influència cultural i religiosa. Encara que va haver-hi alguns períodes de recuperació, la ciutat va perdre esplendor.
Vers l'any 400 el volcà Xitle, ubicat als voltants de la muntanya de l'Ajusco, feu erupció i va sepultar i destruir el que encara quedava de Cuicuilco i de Copilco (un altre important centre cerimonial contemporani del primer). Aquest desastre va provocar la dispersió de la cultura de Cuicuilco al centre de Mèxic. Se sap que Teotihuacan va acollir a una gran part de la gent de Cuicuilco i va incorporar molts trets de la seva cultura.

## Situació actual
El jaciment de Cuicuilco està dividit en dues zones. La primera és coneguda com a Cuicuilco A i és on s'ubica el centre cerimonial. L'altra és l'anomenat Cuicuilco B i es troba a ponent de Cuicuilco A, al centre esportiu Villa Olímpica.
La seva importància és reconeguda pels historiadors i arqueòlegs, i no obstant ha estat poc estudiat, sobretot si es compara amb altres zones arqueològiques com Teotihuacan i Tula. El principal obstacle del seu estudi és que la zona està coberta quasi per complet amb lava i això dificulta els treballs d'excavació. A aquesta dificultat s'hi suma la urbanització de la zona amb construccions directament damunt del jaciment arqueològic, com va ser la torre de l'empresa Telmex i la Plaça Comercial Cuicuilco, en 1997.